# Mazoires
Mazoires település Franciaországban, Puy-de-Dôme megyében. Lakosainak száma 95 fő (2022. január 1.). Mazoires Anzat-le-Luguet, Apchat, Ardes, La Chapelle-Marcousse, Rentières, Roche-Charles-la-Mayrand és Saint-Alyre-ès-Montagne községekkel határos.

## Népesség
A település népességének változása:
| Lakosok száma | 99   | 98   | 100  | 98   | 97   | 96   | 96   | 95   | 95   |
|               | 2013 | 2015 | 2016 | 2017 | 2018 | 2019 | 2020 | 2021 | 2022 |